# José Clayton
José Clayton (São Luís, 21 marzo 1974) è un ex calciatore brasiliano naturalizzato tunisino, di ruolo difensore.

## Palmarès

### Club

#### Competizioni nazionali
- Campionato tunisino: 4

Espérance: 2001-2002, 2002-2003, 2003-2004
Étoile du Sahel: 1996-1997
- Coppa di Tunisia: 1

Étoile du Sahel: 1995-1996
- Supercoppa di Tunisia: 1

Espérance: 2001
- Campionato qatariota: 1

Al-Sadd: 2005-2006
- Coppa del Qatar: 1

Al-Sadd: 2006
- Coppa dello Sceicco Jassem: 1

Al-Sadd: 2006

#### Competizioni internazionali
- Coppa CAF: 1

Étoile du Sahel: 1995